# Befähigungsprüfung
Die Befähigungsprüfung ist in Österreich eine behördliche Prüfung der Kenntnisse einer Person, um ein bestimmtes Gewerbe ausüben zu dürfen (Befähigungsnachweis). In Deutschland werden an Hochschulen mittels Studienordnung mitunter Befähigungsprüfungen für die Zulassung zu bestimmten Studiengängen vorgeschrieben, deren Bestehen dann Voraussetzung für die Immatrikulation ist.

## Österreich
Der Befähigungsnachweis ist zur selbständigen Ausübung eines reglementierten Gewerbes sowie einiger Teilgewerbe erforderlich. Diese werden in der Gewerbeordnung definiert.
Zu den Befähigungsprüfungen gehört auch die Meisterprüfung für Handwerke.
Der Inhalt der Befähigungsprüfung besteht im Allgemeinen aus bis zu 5 Modulen:
- Fachlich praktische Prüfung
- Fachlich mündliche Prüfung
- Fachlich schriftliche Prüfung
- Ausbilderprüfung
- Unternehmerprüfung (ersetzt auch die Ausbilderprüfung)